# Lancer du marteau féminin aux championnats du monde d'athlétisme 2009
Navigation
Osaka 2007 Daegu 2011
L'épreuve du lancer du marteau féminin des championnats du monde de 2009 s'est déroulée les 20 et 22 août 2009 dans le Stade olympique de Berlin, en Allemagne. Elle est remportée par la Polonaise Anita Włodarczyk qui établit un nouveau record du monde avec 77,96 m.

## Critères de qualification
Pour se qualifier, il faut avoir réalisé au moins 70,00 m (minimum A) ou 67,50 m (minimum B) du 1er janvier 2008 au 3 août 2009.

## Médaillées
| Or               | Argent        | Bronze           |
| Anita Wlodarczyk | Betty Heidler | Martina Hrašnová |

## Résultats

### Finale
| Rang               | Athlète           | Pays       | Essais  | Essais  | Essais  | Essais  | Essais  | Essais  | Marque  | Notes |
| Rang               | Athlète           | Pays       | 1       | 2       | 3       | 4       | 5       | 6       | Marque  | Notes |
| ------------------ | ----------------- | ---------- | ------- | ------- | ------- | ------- | ------- | ------- | ------- | ----- |
| Médaille d'or      | Anita Włodarczyk  | Pologne    | 74,86 m | 77,96 m | -       | -       | -       | x       | 77,96 m | WR    |
| Médaille d'argent  | Betty Heidler     | Allemagne  | 75,10 m | 75,38 m | 75,73 m | 73,45 m | 76,44 m | 77,12 m | 77,12 m | NR    |
| Médaille de bronze | Martina Hrašnová  | Slovaquie  | 67,84 m | 72,72 m | 73,07 m | 69,50 m | 74,79 m | 65,65 m | 74,79 m |       |
| 4                  | Kathrin Klaas     | Allemagne  | 72,02 m | x       | 74,23 m | 66,28 m | x       | x       | 74,23 m | PB    |
| 5                  | Zhang Wenxiu      | Chine      | 69,42 m | 72,57 m | x       | 71,80 m | 70,83 m | 71,03 m | 72,57 m |       |
| 6                  | Tatyana Lysenko   | Russie     | 72,22 m | x       | 71,36 m | x       | 71,51 m | 70,16 m | 72,22 m |       |
| 7                  | Jessica Cosby     | États-Unis | x       | 72,17 m | 69,94 m | 68,10 m | x       | 71,35 m | 72,17 m |       |
| 8                  | Clarissa Claretti | Italie     | 71,56 m | 69,42 m | 70,97 m | 70,91 m | 70,24 m | x       | 71,56 m |       |
| 9                  | Stéphanie Falzon  | France     | 71,40 m | 70,80 m | x       |         |         |         | 71,40 m |       |
| 10                 | Sultana Frizell   | Canada     | 69,63 m | 70,88 m | 68,47 m |         |         |         | 70,88 m |       |
| 11                 | Amber Campbell    | États-Unis | 64,62 m | 70,08 m | x       |         |         |         | 70,08 m |       |
| 12                 | Manuela Montebrun | France     | x       | 69,92 m | 69,75 m |         |         |         | 69,92 m |       |

### Qualifications
Aksana Miankova, championne olympique en titre, a été éliminée lors de ces qualifications.
| Rang | Athlète               | Pays        | Distance       | Essais  | Essais  | Essais  |
| ---- | --------------------- | ----------- | -------------- | ------- | ------- | ------- |
| 1    | Betty Heidler         | Allemagne   | 75,27 m Q (CR) | 75,27 m |         |         |
| 2    | Anita Włodarczyk      | Pologne     | 74,54 m Q      | 74,54 m |         |         |
| 3    | Jessica Cosby         | États-Unis  | 72,21 m Q (PB) | 72,21 m |         |         |
| 4    | Stéphanie Falzon      | France      | 71,54 m q      | 70,35 m | x       | 71,54 m |
| 5    | Aksana Miankova       | Biélorussie | 69,58 m        | x       | 67,47 m | 69,58 m |
| 6    | Jennifer Dahlgren     | Argentine   | 68,90 m        | 68,90 m | 65,42 m | 64,56 m |
| 7    | Silvia Salis          | Italie      | 68,55 m        | 68,55 m | 67,46 m | 64,36 m |
| 8    | Bianca Perie          | Roumanie    | 68,47 m        | 67,74 m | 68,47 m | 62,67 m |
| 9    | Stilianí Papadopoúlou | Grèce       | 67,33 m        | x       | 67,33 m | x       |
| 10   | Berta Castells        | Espagne     | 67,32 m        | 67,32 m | x       | x       |
| 11   | Jennifer Joyce        | Canada      | 67,07 m        | x       | 66,59 m | 67,07 m |
| 12   | Andrea Bunjes         | Allemagne   | 67,01 m        | 67,01 m | x       | -       |
| 13   | Iryna Sekachova       | Ukraine     | 66,69 m        | x       | 66,69 m | 66,26 m |
| 14   | Johana Moreno         | Colombie    | 65,05 m        | 65,05 m | 64,35 m | x       |
| 15   | Marina Marghiev       | Moldavie    | 64,83 m        | x       | x       | 64,83 m |
| 16   | Eileen O'Keeffe       | Irlande     | 63,20 m        | 63,20 m | x       | x       |
| 17   | Lenka Ledvinová       | Tchéquie    | 62,92 m        | 62,92 m | x       | 58,72 m |
| 18   | Vânia Silva           | Portugal    | 62,86 m        | 62,66 m | 62,86 m | 62,67 m |
| 19   | Florence Ezeh         | Togo        | 59,76 m        | 59,76 m | 59,61 m | 58,34 m |
| 20   | Galina Mityaeva       | Tadjikistan | 56,31 m        | x       | 56,31 m | x       |
|      | Paraskevi Theodorou   | Chypre      | NM             | x       | x       | x       |

| Rang | Athlète                | Pays        | Distance         | Essais  | Essais  | Essais  |
| ---- | ---------------------- | ----------- | ---------------- | ------- | ------- | ------- |
| 1    | Zhang Wenxiu           | Chine       | 72,72 m Qxxx(SB) | 72,72 m |         |         |
| 2    | Tatyana Lysenko        | Russie      | 71,73 m q        | 70,16 m | x       | 71,73 m |
| 3    | Martina Hrasnová       | Slovaquie   | 71,50 m q        | x       | 70,97 m | 71,50 m |
| 4    | Sultana Frizell        | Canada      | 70,98 m q        | 67,53 m | 70,98 m | 69,33 m |
| 5    | Manuela Montebrun      | France      | 70,66 m q        | 68,65 m | 62,49 m | 70,66 m |
| 6    | Amber Campbell         | États-Unis  | 70,54 m q        | 68,48 m | 70,54 m | 69,95 m |
| 7    | Kathrin Klaas          | Allemagne   | 70,53 m q        | 70,53 m | 68,82 m | x       |
| 8    | Clarissa Claretti      | Italie      | 70,01 m q        | 68,99 m | 69,93 m | 70,01 m |
| 9    | Éva Orbán              | Hongrie     | 69,39 m          | 67,57 m | 67,57 m | 69,39 m |
| 10   | Darya Pchelnik         | Biélorussie | 69,30 m          | 69,14 m | 67,61 m | 69,30 m |
| 11   | Arasay Thondike        | Cuba        | 68,97 m          | x       | x       | 68,97 m |
| 12   | Merja Korpela          | Finlande    | 68,34 m          | 66,89 m | 68,34 m | 68,02 m |
| 13   | Erin Gilreath          | États-Unis  | 66,72 m          | 65,64 m | 66,72 m | 66,25 m |
| 14   | Zalina Marghieva       | Moldavie    | 66,70 m          | 66,70 m | x       | 62,56 m |
| 15   | Alexándra Papayeoryíou | Grèce       | 66,33 m          | 66,33 m | x       | 62,78 m |
| 16   | Nataliya Zolotukhina   | Ukraine     | 65,95 m          | 65,95 m | 64,88 m | 65,71 m |
| 17   | Rosa Rodríguez         | Venezuela   | 65,88 m          | 65,88 m | 65,39 m | 60,27 m |
| 18   | Iryna Novozhylova      | Ukraine     | 64,90 m          | 62,98 m | x       | 64,90 m |
| 19   | Cecilia Nilsson        | Suède       | 63,77 m          | 61,00 m | 63,77 m | 63,31 m |
| 20   | Zoe Derham             | Royaume-Uni | NM               | x       | x       | x       |